# Expulsion des marchands du Temple

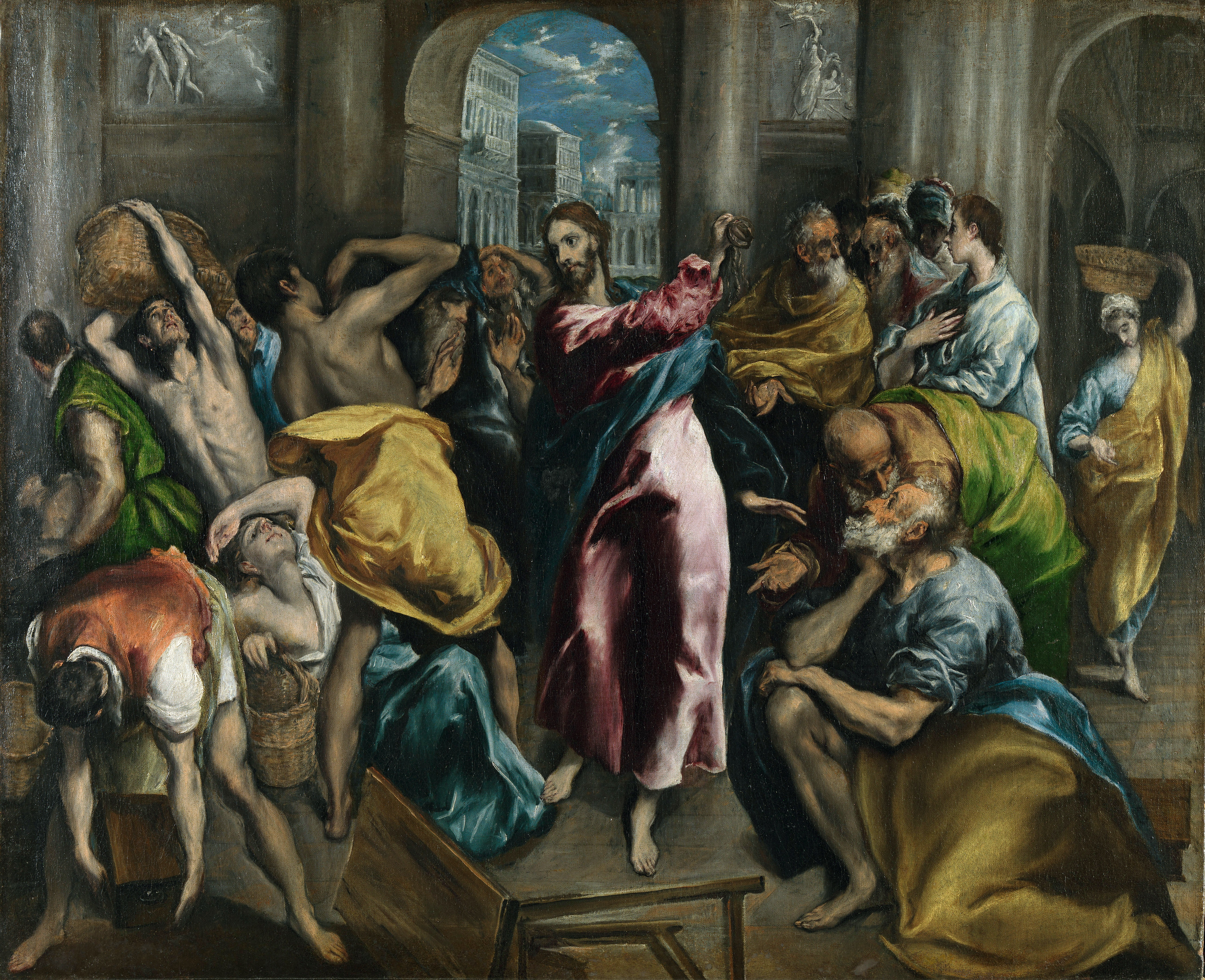
Le Christ chassant les marchands du Temple, version de Londres, par Le Greco.

L'expulsion des marchands du Temple ou la purification du Temple est une scène du Nouveau Testament où Jésus chasse les marchands et les changeurs qui opèrent dans l'enceinte du Temple de Jérusalem. Cette péricope figure dans les quatre évangiles canoniques.
Jésus et ses disciples sont arrivés à Jérusalem pour la Pâque. Jésus accuse les marchands de transformer le Temple en un repaire de voleurs,. Dans l'Évangile selon Jean, Jésus se réfère au Temple sous le nom de la « maison de mon Père » et ainsi se présente peut-être comme le Fils de Dieu. Cependant, il est commun, dans les religions abrahamiques, que les fidèles se réfèrent à « Dieu le Père ».
L'Évangile selon Jean présente le seul cas où Jésus utilise la force physique contre des hommes. Le récit apparaît vers la fin des évangiles synoptiques (Marc 11, 15-19, Matthieu 21, 12-17 et Luc 19, 45-48), mais vers le début de l'Évangile selon Jean (Jn 2, 13-16). Il n'est pas exclu qu'il s'agisse de deux incidents distincts, étant donné que l'Évangile selon Jean comprend également plusieurs récits de la Pâque juive.

## Texte des Évangiles

Le Christ chassant les marchands du Temple par Pieter Brueghel l'Ancien.

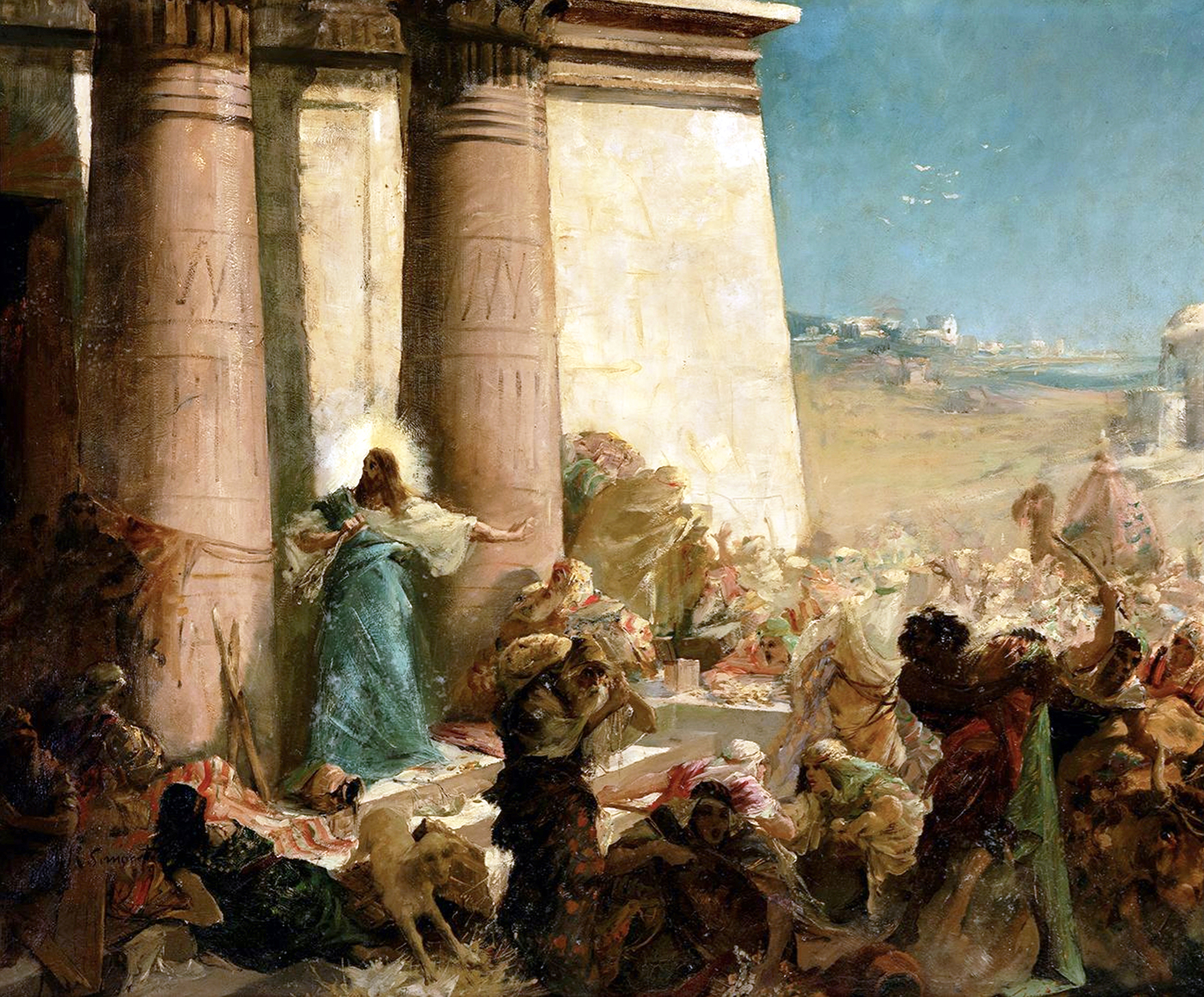
Expulsion des marchands du Temple par Enrique Simonet.

Les traductions sont celles de Louis Segond, révisées en 1910 :

« Jésus entra dans le temple de Dieu. Il chassa tous ceux qui vendaient et qui achetaient dans le temple ; il renversa les tables des changeurs, et les sièges des vendeurs de pigeons. Et il leur dit : Il est écrit : Ma maison sera appelée une maison de prière. Mais vous, vous en faites une caverne de voleurs. »

— Matthieu, XXI, 12-13

« Ils arrivèrent à Jérusalem, et Jésus entra dans le temple. Il se mit à chasser ceux qui vendaient et qui achetaient dans le temple ; il renversa les tables des changeurs, et les sièges des vendeurs de pigeons ; et il ne laissait personne transporter aucun objet à travers le temple. Et il enseignait et disait : N’est-il pas écrit : Ma maison sera appelée une maison de prière pour toutes les nations ? Mais vous, vous en avez fait une caverne de voleurs. »

— Marc, XI, 15-17

« Il entra dans le temple, et il se mit à chasser ceux qui vendaient, leur disant : Il est écrit : Ma maison sera une maison de prière. Mais vous, vous en avez fait une caverne de voleurs. »

— Luc, XIX, 45-46

« Il trouva dans le temple les vendeurs de bœufs, de brebis et de pigeons, et les changeurs assis. Ayant fait un fouet avec des cordes, il les chassa tous du temple, ainsi que les brebis et les bœufs ; il dispersa la monnaie des changeurs, et renversa les tables ; et il dit aux vendeurs de pigeons : Otez cela d’ici, ne faites pas de la maison de mon Père une maison de trafic. »

— Jean, II, 14-16

## Cadre historique

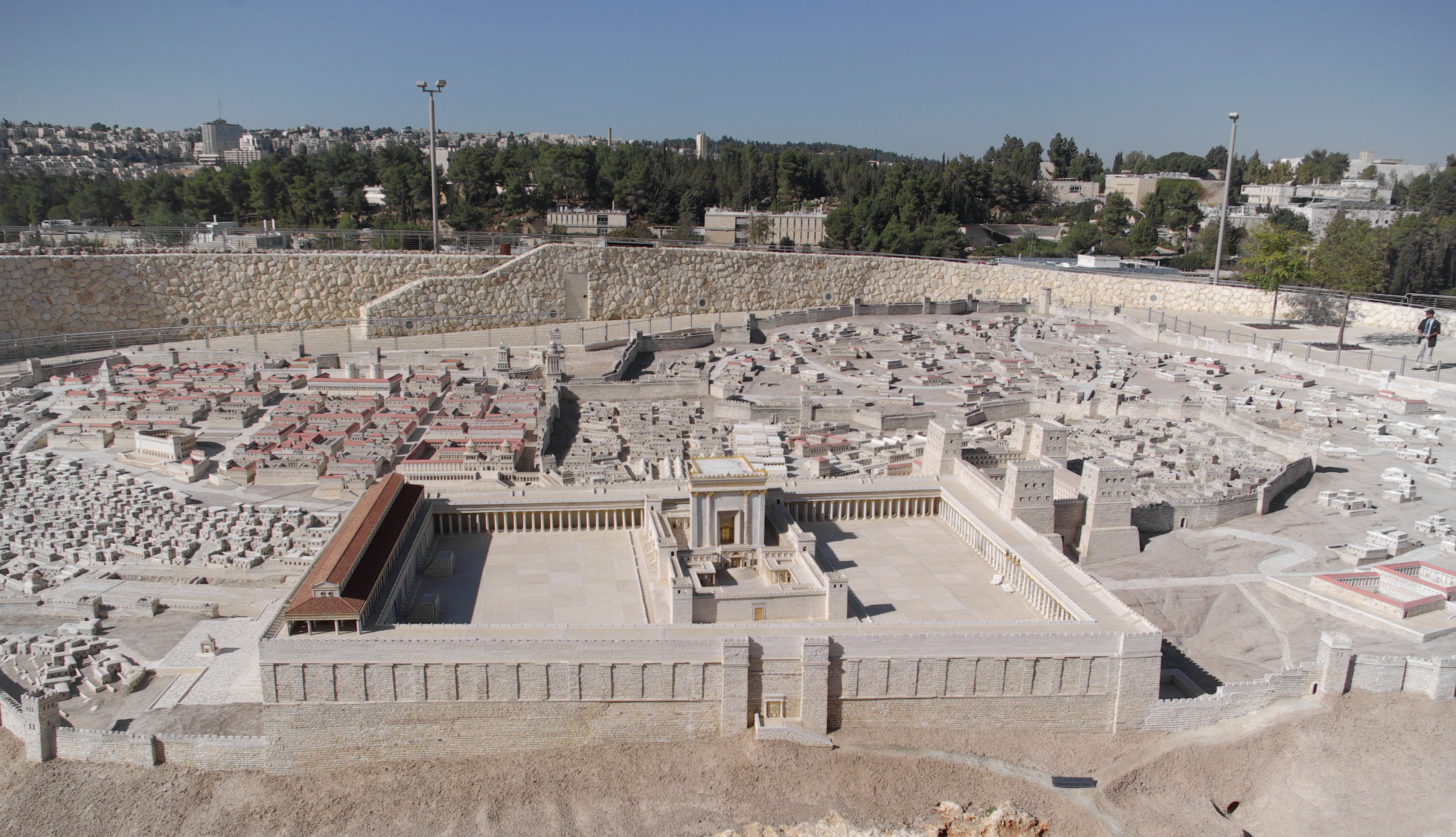
Le Temple vu depuis l'est, maquette du musée d'Israël, Jérusalem. Les tables des marchands se trouvaient soit dans les agrandissements construits par Hérode sur le côté sud du mont du Temple (à gauche de l'image), soit dans les zones adjacentes au parvis.

De nombreux Juifs sont venus à Jérusalem pour la Pâque, sans doute entre 300 000 et 400 000 pèlerins,. Au Temple, la cour est remplie de bétail et de tables de changeurs : les monnaies sont converties en sicles juifs ou tyriens, qui sont les seules monnaies acceptées à l'intérieur du Temple, pour l'achat d'animaux sacrificiels. Les changeurs sont nécessaires par l'origine diverse des Juifs de la diaspora venus en pèlerinage à Jérusalem, leur monnaie étant en effet proscrite en raison des images qui y figurent (généralement l'effigie de l'empereur romain ou d'un roi étranger).
Dans les Évangiles selon Marc (12, 40-42) et de Luc (20, 47 ; 21, 2), Jésus traite de voleurs les autorités du Temple, dont les victimes sont de pauvres veuves. On vendait des pigeons à ceux qui ne pouvaient pas se permettre de sacrifices grandioses. Selon Marc 11, 16, Jésus interdit que des marchandises soient transportées dans l'enceinte du Temple,. La scène a lieu dans la cour la plus éloignée, celle des Gentils. 
Dans l'Évangile selon Matthieu (21, 14-16), les autorités du Temple, furieuses, demandent à Jésus s'il sait que les enfants crient : « Hosanna au Fils de David. » Jésus répond : « De la bouche des tout petits et de celle des nourrissons, tu as su tirer ta louange. » Cette phrase est une citation du Psaume 8 (2) : « De la bouche des tout petits et de celle des nourrissons... » Les disciples y voient alors une preuve de sa divinité,.

## Exégèse

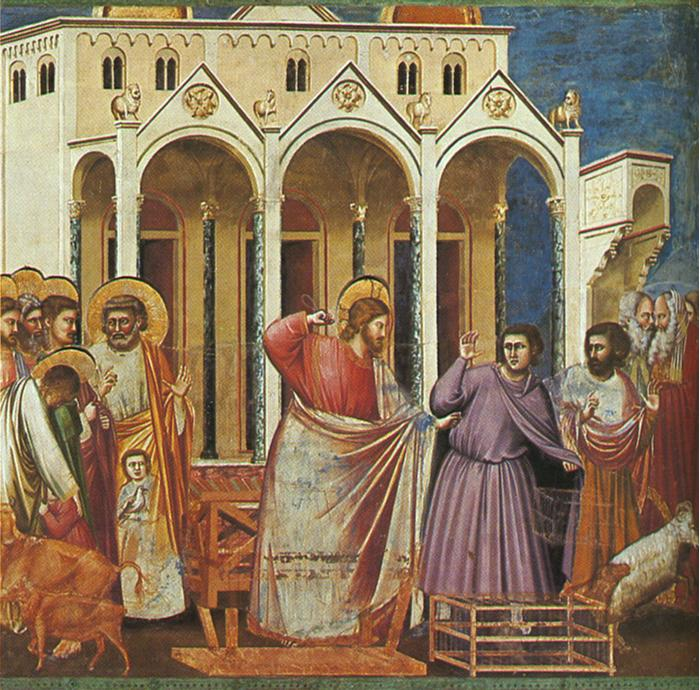
L'Expulsion des marchands du Temple par Giotto, début du XIVe siècle.

Cette péricope a fait l'objet de nombreuses spéculations sur ce tumulte provoqué par Jésus : en principe, il sait que ce commerce est habituel et indispensable à la vie économique du Temple. Une hypothèse est qu'il s'agit de la part de Jésus d'un acte de rébellion nationaliste contre l'occupant romain, en refusant l'introduction dans le Temple d'un symbole païen et impur, la monnaie impériale romaine. Une autre hypothèse est la condamnation par Jésus du culte sacrificiel. 
Une dernière explication est la décision du grand prêtre en 30 av. J.-C. du transfert dans la cour du Temple du Hanuth (le « marché de la viande » avec ses bêtes de sacrifice) et des étals des changeurs qui couvraient, auparavant, le mont des Oliviers. Cette innovation se trouvait une juteuse opération financière profitable aux grands prêtres et défavorable aux notables, et Jésus s'en prenait directement à l'autorité des grands prêtres en condamnant leur opération mercantile.
En 1835, dans sa Vie de Jésus, David Strauss, pionnier dans la quête du Jésus historique, n'était pas d'accord avec les théologiens de son temps, qui « ont voulu adoucir cette circonstance, en disant que Jésus n'avait employé le fouet que contre le bétail. D'une part, cette explication est contraire au texte […] ; d'autre part, même avec cette atténuation, l'emploi d'un fouet peut paraître malséant pour une personne de la dignité de Jésus, et il n'était propre qu'à augmenter tout ce qu'une pareille scène avait, sans cela, de tumultueux. »
Un incident similaire ayant eu lieu dans le Temple est rapporté dans l'Ancien Testament, quand Néhémie renverse le mobilier de Tobia l'Ammonite, qui a loué les réserves du Temple, privant les Lévites des rations de leurs offrandes (Livre de Néhémie, 13).
L'historien Étienne Trocmé propose de reconnaître dans cet épisode de la Semaine sainte, sinon un geste zélote, du moins un geste inspiré par le « zèle pour la Loi ».
Selon Simon Mimouni, « en contestant l'institution du Temple de Jérusalem par ses actions et ses paroles, Jésus retrouve d'une certaine manière la ligne des altercations des prophètes avec le sacerdoce du sanctuaire. » Il ajoute que « le geste de Jésus n'est pas sans rappeler les invectives de Jérémie à l'encontre du temple qu'il menace de destruction. »

## Le chapitre 2 de l'Évangile selon Jean

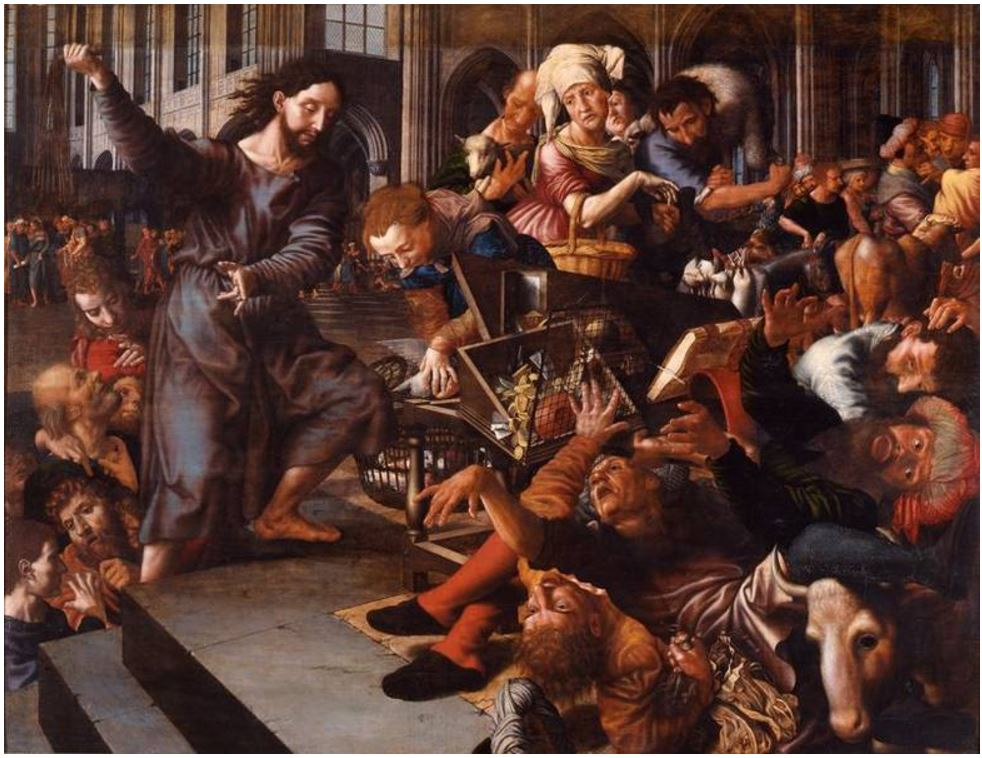
Le Christ chassant les marchands du Temple, par Jan Sanders van Hemessen.

Les traductions françaises (BLSG, BM, Chouraqui, BJ, BS, Neuchâtel, AELF, BFC) donnent généralement : « Et ayant fait un fouet avec de petites cordes, il les chassa tous du Temple, avec les brebis, et les bœufs ; et il répandit la monnaie des changeurs, et renversa les tables. » Néanmoins, d'autres (TOB, BOST, BCRA, BDBY, KJF) donnent une traduction similaire à : « Alors, s'étant fait un fouet avec des cordes, il les chassa tous du temple, et les brebis et les bœufs ; il dispersa la monnaie des changeurs, renversa leurs tables ».
En 2012, Andy Alexis-Baker, professeur agrégé de théologie à l'université Loyola de Chicago, récapitule l'historique de l'interprétation du passage johannique :
- Origène (IIe siècle) est le premier à commenter le passage : il nie l'historicité et l'interprète comme métaphorique, où le Temple est l'âme d'une personne débarrassée des choses terrestres grâce à Jésus. Au contraire, Jean Chrysostome (v. 391) défendit l'authenticité historique de ce passage, mais s'il considérait que Jésus avait usé du fouet contre les marchands en plus des autres bêtes[16], il précisait que cela était pour montrer sa divinité, et que Jésus n'était pas à imiter.
- Théodore de Mopsueste (en 381) — qui répondait, lors du premier concile de Constantinople, à l'évêque Rabbula, accusé de frapper ses clercs et de s'en justifier par la purification du Temple — et Cosmas Indicopleustès (v. 550) soutinrent que l'événement est non-violent et historique : Jésus fouette moutons et taureaux, mais ne parle qu'aux marchands et ne renverse que leurs tables.
- Augustin d'Hippone (v. 398-401) fut le premier grand théologien à commenter ce passage pour justifier l'utilisation de la violence par les chrétiens. Le  donatiste Pétilien, évêque de Cirta, soutenait un christianisme non-violent, et reprochait au christianisme catholique de transgresser cette non-violence. L'évêque d'Hippone lui répondit en interprétant la purification du temple comme un instant où Jésus fut persécuteur des marchands du temple. Selon Alexis-Baker, c'est par l'importance d'Augustin que son interprétation fut suivie par les chrétiens pour justifier une violence toujours grandissante.

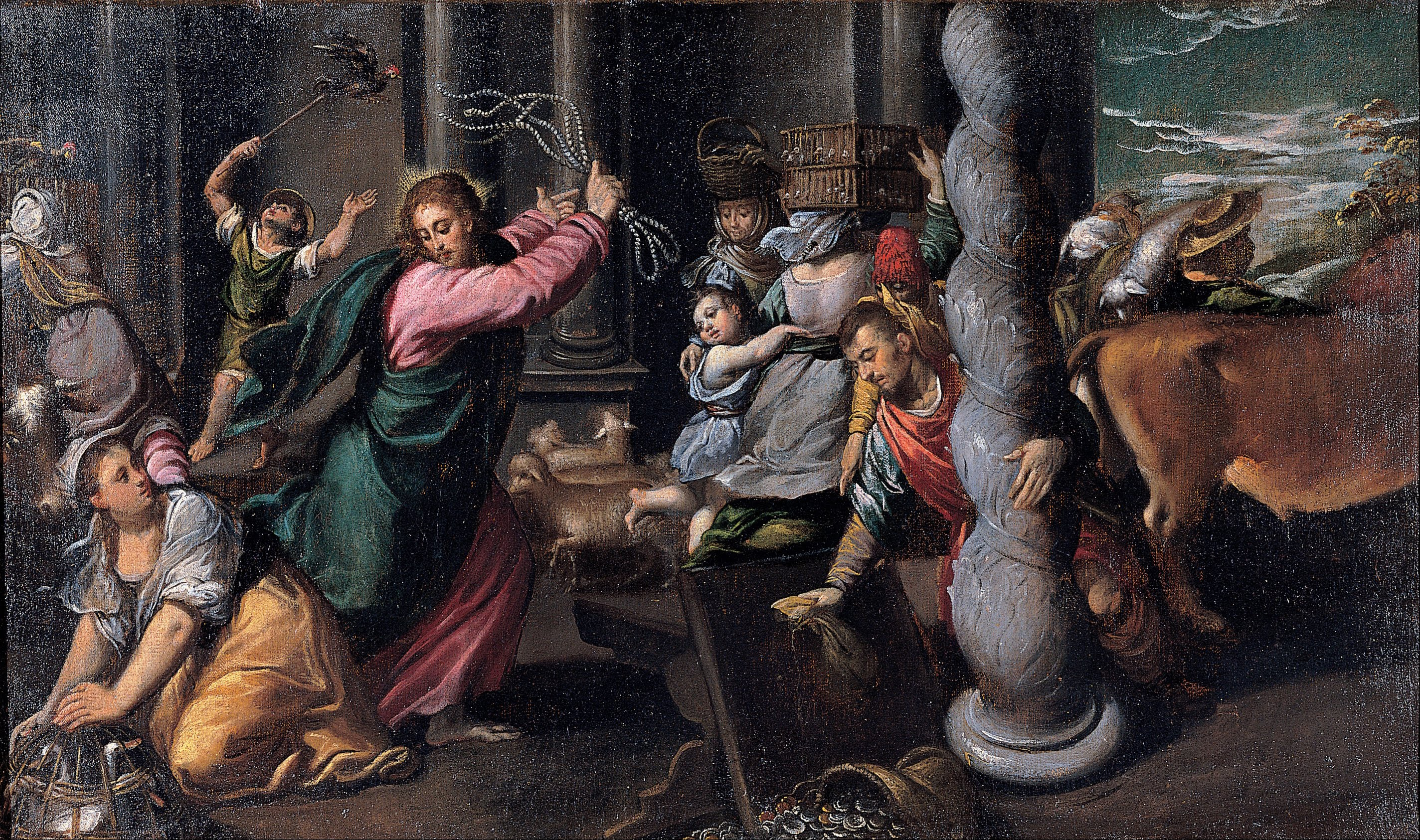
Jésus chasse les marchands du Temple, par Scarsellino.

- Grégoire VII (en 1075), citant Grégoire le Grand, s'appuie sur ce passage pour justifier sa politique contre le clergé simoniaque, comparé aux marchands de colombes aux tables renversées. D'autres personnalités catholiques médiévales feront de même, comme Bernard de Clairvaux qui a prêché la croisade, affirmant que combattre les « païens », avec le même zèle que Jésus a déployé contre les marchands, était une voie de Salut.
- Durant la Réforme protestante, Jean Calvin (en 1554), dans la lignée d'Augustin d'Hippone et des grégoriens, se défendit en utilisant (entre autres) la purification du temple, quand on lui reprocha d'avoir contribué à faire brûler vif Michel Servet, théologien qui niait la divinité de Jésus.
- Alexis-Baker indique que, si la majorité des Bibles anglophones incluent êtres humains, ovins et bovins dans les coups de fouet, le texte original est plus complexe, et après une analyse grammaticale, il conclut que le texte ne décrit pas un acte violent de Jésus contre les marchands.

L'épisode dans l'Évangile selon Jean peut être corrélé avec les données historiques non bibliques pour obtenir une estimation chronologique. Dans le chapitre 2, 13, Jésus est allé au Temple de Jérusalem vers le début de son ministère, puis, en Jean 2, 20, on dit à Jésus, : « Il a fallu quarante-six ans pour reconstruire le Temple, et toi, tu serais capable de le relever en trois jours ! »

## Dans l'art

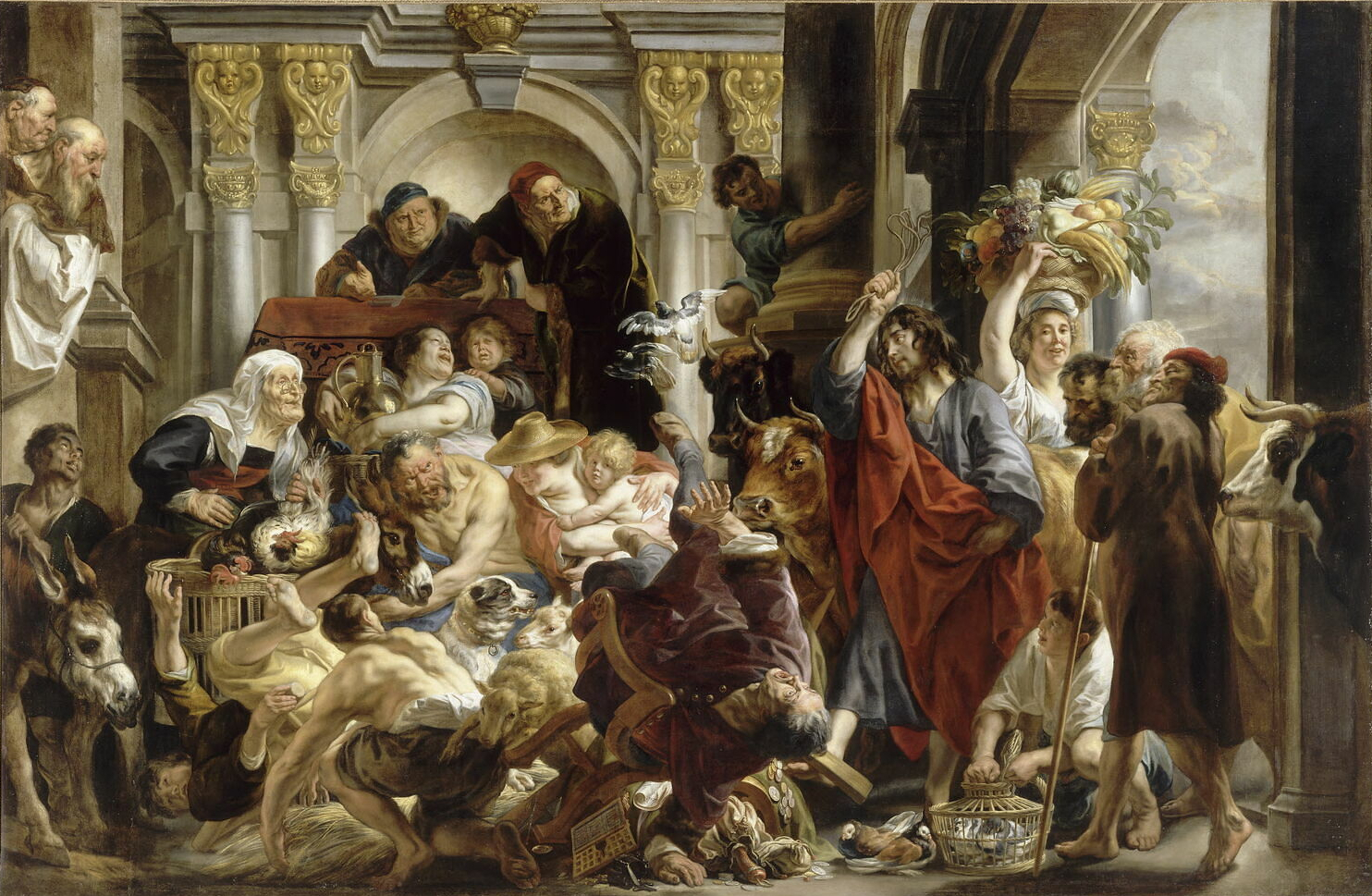
Jésus chassant les marchands du Temple, par Jacob Jordaens.

L'expulsion des marchands du Temple est un événement souvent représenté dans la Vie du Christ, sous divers titres.
Le Greco peint plusieurs versions :
- Le Christ chassant les marchands du Temple (Londres) ;
- Le Christ chassant les marchands du Temple (Madrid) ;
- Le Christ chassant les marchands du Temple (Minneapolis) ;
- Le Christ chassant les marchands du Temple (New York) ;
- Le Christ chassant les marchands du Temple (Washington).

Représentations picturales
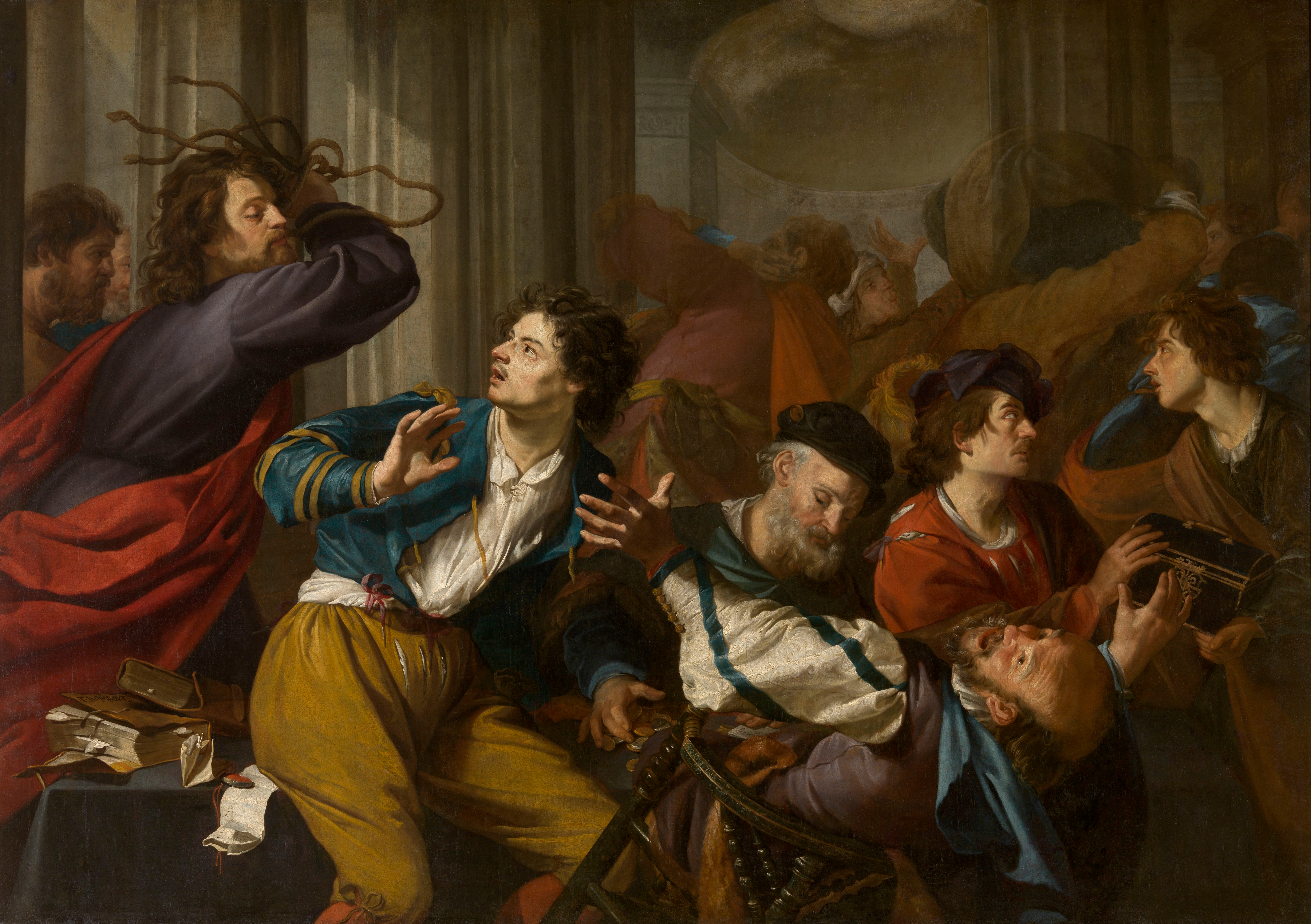
Theodore Rombouts
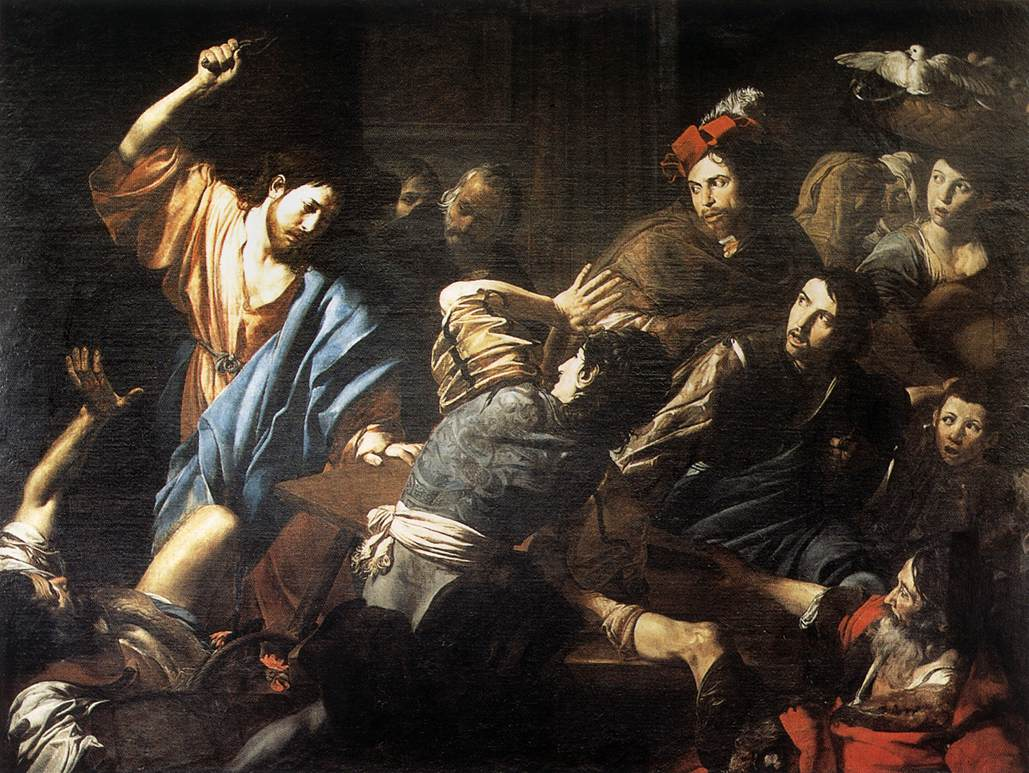
Valentin de Boulogne
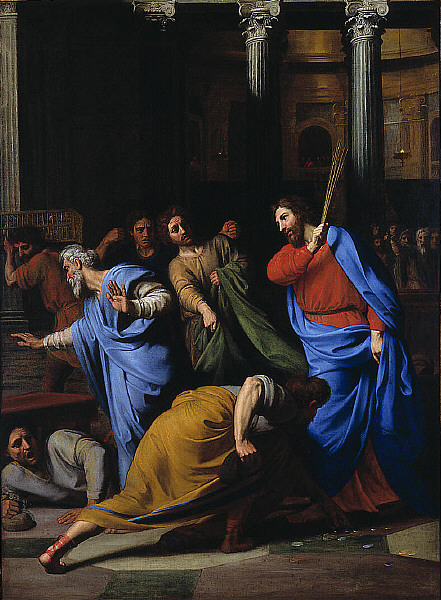
Nicolas Colombel
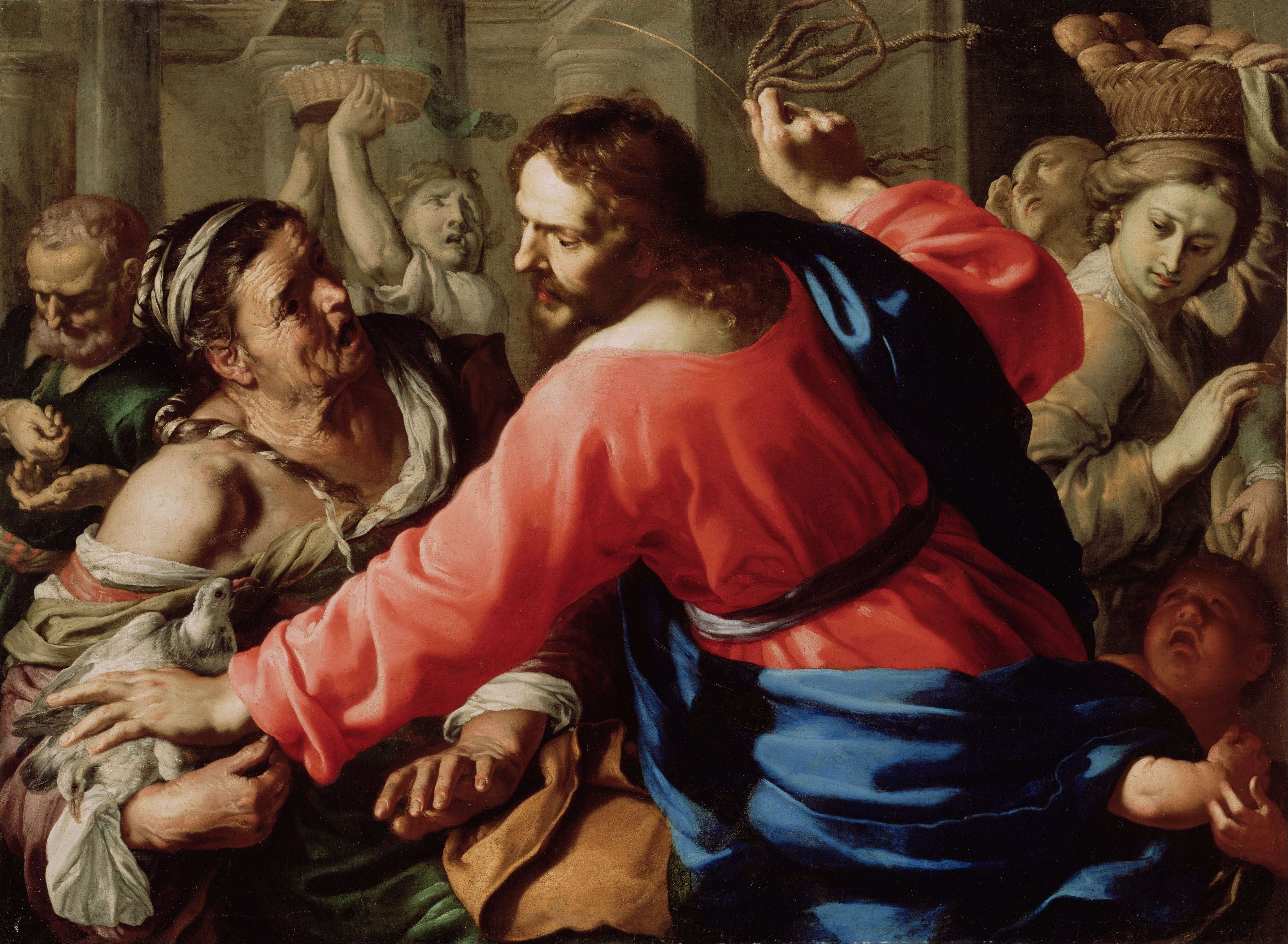
Bernardino Mei
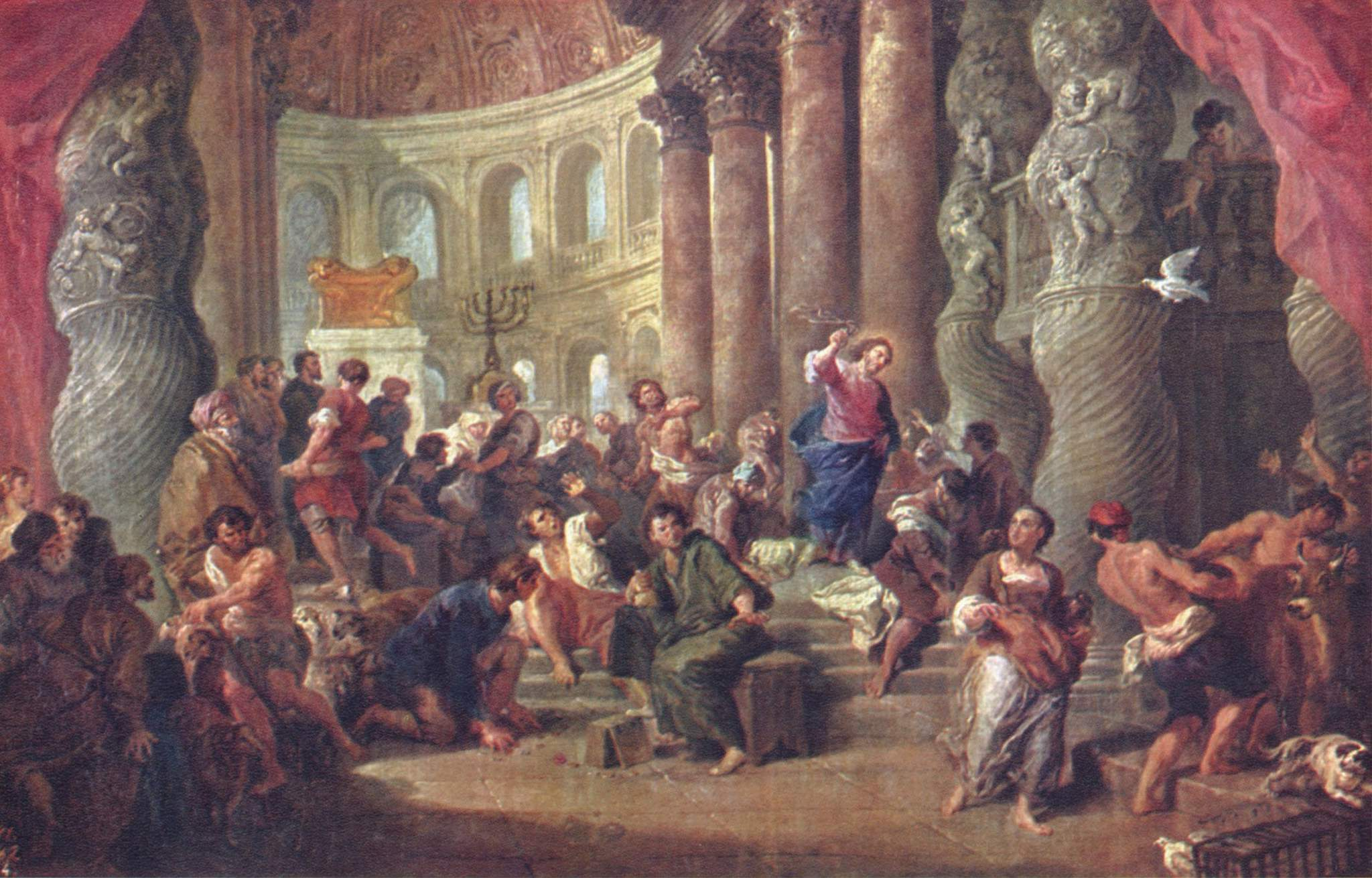
Giovanni Paolo Pannini

Versions du Greco
Washington D.C.
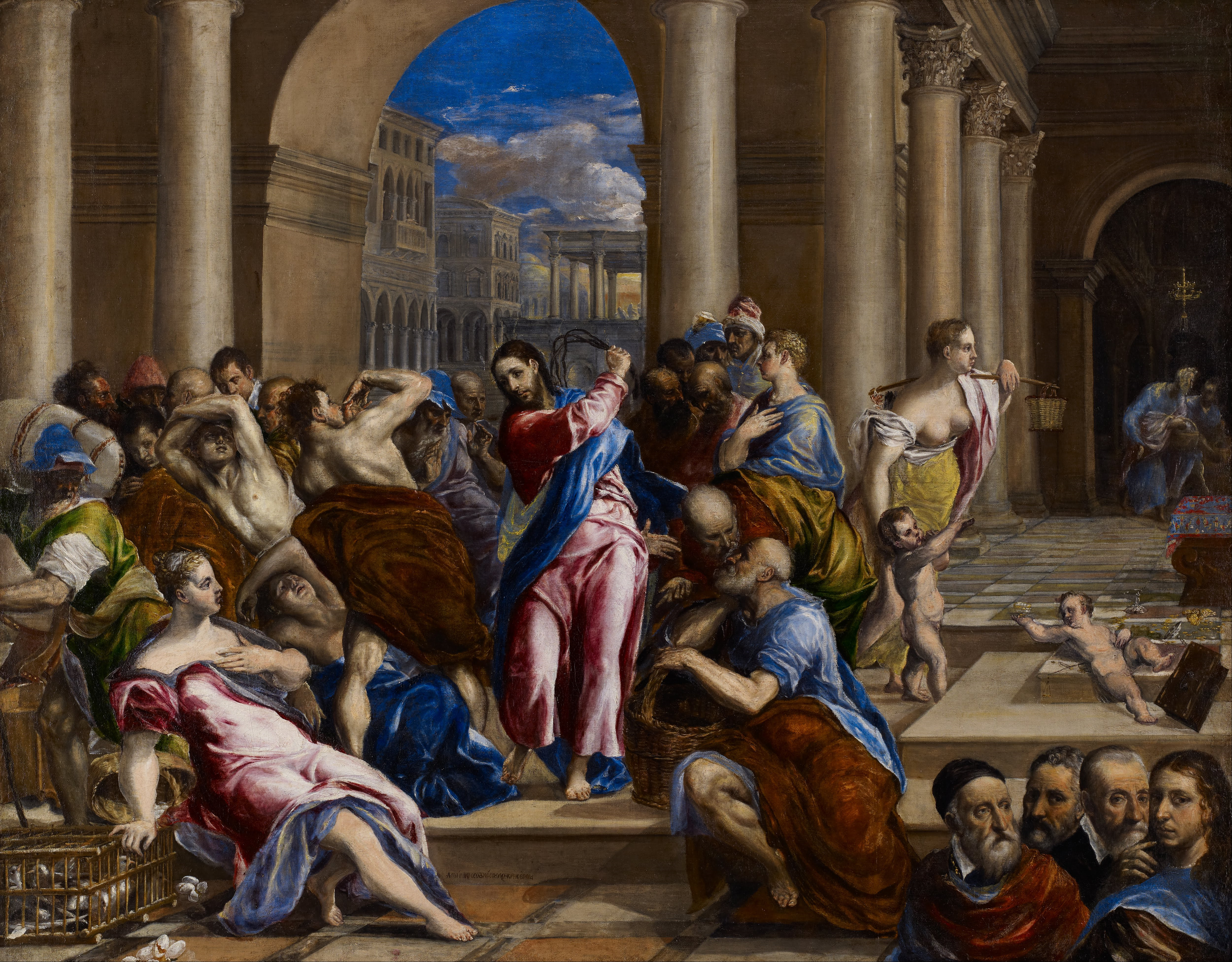
Minneapolis
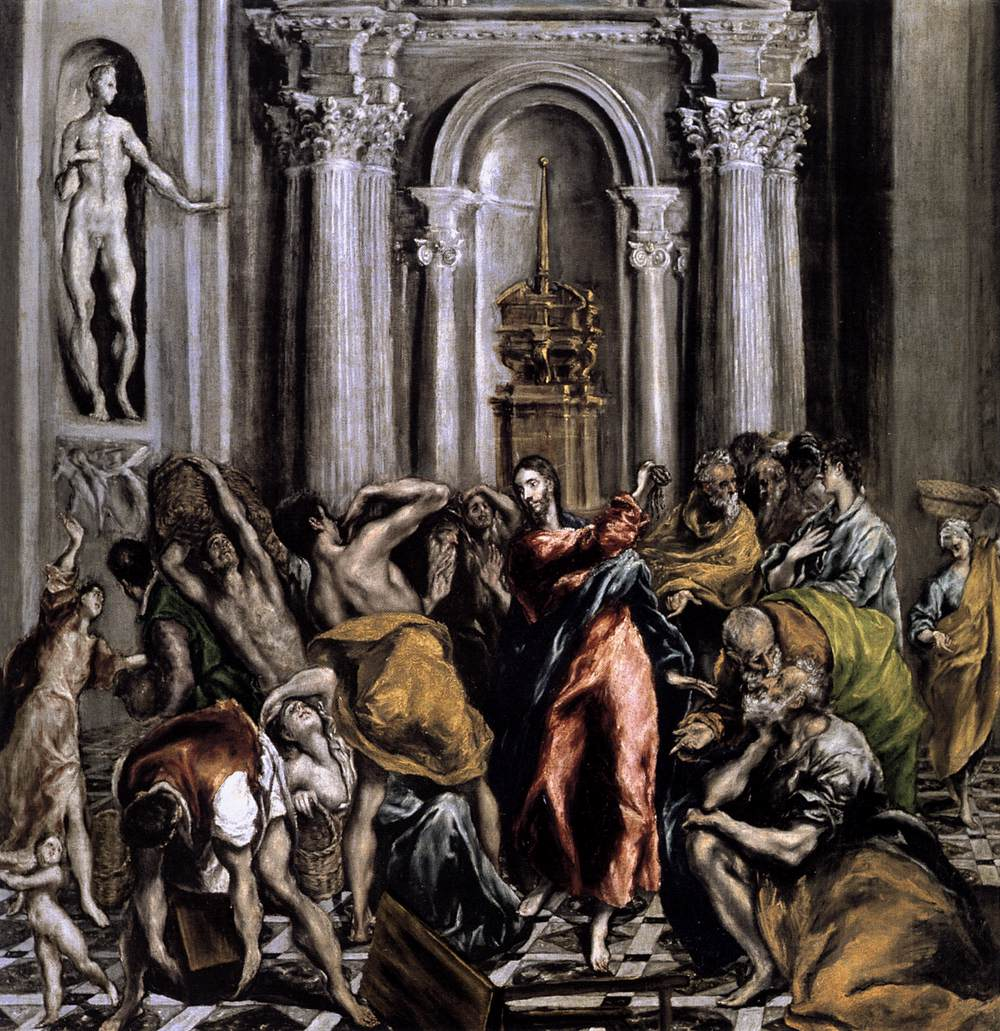
Madrid